# 타이슨 게이
타이슨 러셰인 게이(영어: Tyson Lashane Gay, 1982년 8월 9일~)는 미국의 육상 선수이다. 그의 주요 종목들은 100m와 200m이며, 개인 기록 9.69초(미국 기록)과 19.58초의 기록과 함께 100m에서 두 번째로, 200m에서 세 번째로 제일 빠른 선수가 되었다. 비공식적으로는 풍속 3.1m/s 에 9.31를 뛰었다.
켄터키주 렉싱턴 출신으로 주요 국제 경기에서 몇몇의 메달을 획득한 게이는 2007년 세계 육상 선수권 대회에서 100m, 200m, 400m 계주에서 금메달을 휩쓸었다. 이 일화는 게이를 200m 세계 선수권 기록 보유자로 만들었고 모리스 그린에 이어 같은 세계 육상 선수권 대회에서 3개의 종목을 석권한 두 번째 선수가 되었다.
2008년 미국 올림픽 국가대표 선발 경기에서 게이는 100m에서 9.77초의 미국 기록을 설립하였다. 동시에 200m 종목에서 당한 햄스트링 부상으로 인하여 2008년 베이징 올림픽에서 100m 결승전 진출에 실패와 400m 계주에서도 최종 주자로서 배턴을 떨어뜨려 예선 탈락을 하는 등 게이가 단 하나의 메달도 획득하지 못한 원인이 되고 말았다.
2009년 8월 베를린에서 열린 세계 육상 선수권 대회에서 9.71초의 기록을 세웠다. 그는 우사인 볼트가 자신의 첫 세계 기록을 세운 이래 볼트를 꺾은 단 하나의 단거리 육상 선수로 남아있으며, 단거리 육상 역사에서 가장 빠른 바람 조력 흔적이 있다.
런던에서 열린 2012년 하계 올림픽에서는 100m 결승전 진출에 성공하였으나 4위에 머물렀다가, 400m 릴레이에서 은메달을 따냈다. 그러나 후에 도핑 테스트에 실증되어 실격당하고 말았다.